# 龟鲻属
龟鲻属，為輻鰭魚綱鯔形目鯔科的其中一属。

## 下属物种
- 雙棘龜鯔（Chelon bispinosus）
- 粗唇龜鯔（Chelon labrosus）
- 泰氏龜鯔（Chelon planiceps）

## 擴展閱讀
維基物種上的相關：龟鲻属